# Ніклас Даніельсон
Ніклас Даніельсон (швед. Nicklas Danielsson; (7 грудня 1984, Уппсала, Швеція) — шведський хокеїст, правий нападник. Виступає за команду НЛА «Лозанна». У Драфті НХЛ 2003 року був обраний під загальним 160-им номером командою «Ванкувер Канакс».

## Кар'єра

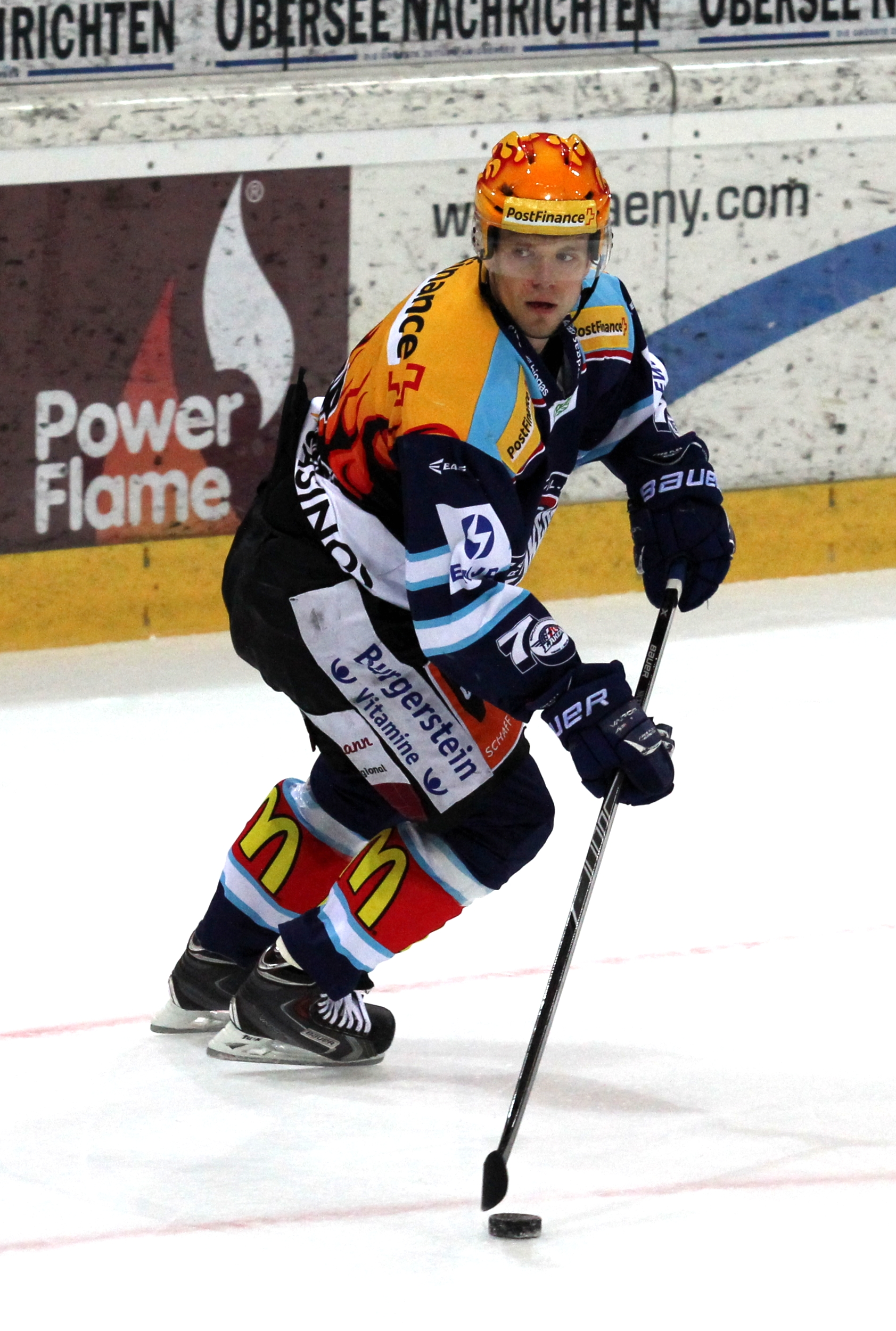
Ніклас Даніельсон у клубі «Рапперсвіль-Йона Лейкерс»

Даніельсон вихованець уппсальського клубу «Альмтуна» ІС, перший свій професійний контракт уклав із клубом «Вестерос», виступав у його складі до банкрутства клубу у 2000 році. У 2001 році він переїхав до клубу Брюнес ІФ, грав у молодіжному складі, а в сезоні 2003/03 дебютував в Елітсерії.
Незважаючи на драфт НХЛ 2003 року (він був обраний клубом «Ванкувер Канакс») залишився у Швеції. В сезоні 2004/05 у тридцяти матчах за «Брюнес» ІФ він здобув лише одне очко та наступний сезон провів в оренді у рідному клубі «Альмтуна» ІС, який виступаєу другій за значенням лізі ХокейОлсвенскан. У сезоні 2006/07, Ніклас перейшов до «Юргордена». У 2010 році здобув срібні нагороди чемпіонату, «Юргорден» у фіналі поступився ГВ-71.
Наступні два сезони Даніельсон провів у МОДО. В сезоні 2011/12 у 53 матчах набрав 52 очка (21+31) це є його особистим рекордом, а у чемпіонаті він став третім серед найкращих бомбардирів. У наступному сезоні він підписав контракт з СК «Берн», однак з приходом до клубу Джона Тавареса Ніклас змушений змінити у грудні клуб та перебратися до празького «Лева». У новому клубі відіграв 16 матчів та набрав 14 очок.
На початку сезону 2013/14 нападник переходить до клубу «Рапперсвіль-Йона Лейкерс» (НЛА).
У грудні 2013 брав участь в Кубку Шпенглера у складі ХК «Давос». 
Перед сезоном 2015/16 перейшов до клубу «Лозанна».

## Кар'єра (збірна)
У складі молодіжної збірної Швеції виступав на чемпіонаті світу 2004 року. У складі національної збірної брав участь у Єврохокейтурі 2012, 2013, 2014 та 2015 років. Став чемпіоном світу у 2013 та бронзовим призером у 2014.

## Статистика виступів
(Після сезону 2014/15)